# Nghệ thuật Việt Nam

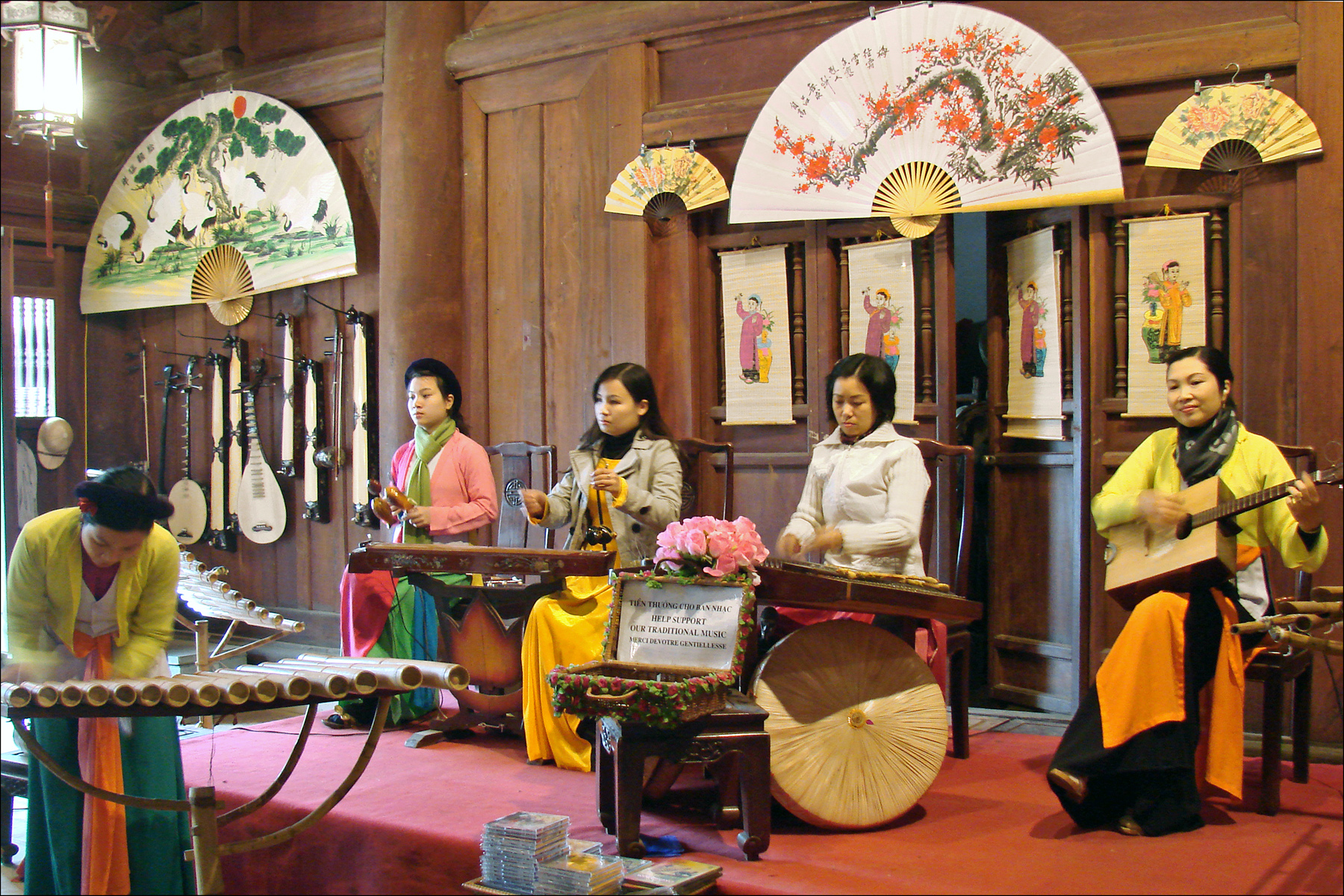
Một số đặc trưng của nghệ thuật Việt Nam: Phụ nữ Việt Nam với áo tứ thân, áo dài, nón quai thao đang chơi các nhạc cụ như đàn bầu, tam thập lục, đàn tứ, k'lông pút. Trên tường treo đàn nguyệt, đàn tỳ bà, đàn nhị cùng tranh Tố Nữ

Nghệ thuật Việt Nam là nghệ thuật tạo ra tại Việt Nam hoặc của các nghệ sĩ Việt Nam, từ thời cổ đại đến nay.

## Lịch sử
Nền nghệ thuật Việt Nam có một lịch sử lâu dài và phong phú, các ví dụ sớm nhất của nền nghệ thuật này có từ thời kỳ đồ đá vào khoảng năm 8.000 trước Công nguyên.
Với ngàn năm Bắc thuộc dưới sự thống trị của Trung Quốc bắt đầu từ thế kỷ thứ 2 trước Công nguyên, người Việt Nam ảnh hưởng nghệ thuật chắc chắn đã hấp thụ nhiều ảnh hưởng từ Trung Hoa, mà quá trình này cũng tiếp tục ngay cả sau khi giành độc lập từ Trung Hoa vào thế kỷ thứ 10. Tuy nhiên, nền nghệ thuật Việt Nam đã luôn giữ lại nhiều bản sắc Việt Nam.
Đến thế kỷ 19, nền nghệ thuật Pháp đã ảnh hưởng sâu rộng tại Việt Nam, hình thành nên nền tảng cho nền nghệ thuật Việt Nam hiện đại.

### Theo thời kỳ

#### Thời Lý
Nghệ thuật Việt Nam thời Lý phản ánh chủ yếu qua kiến trúc, điêu khắc và âm nhạc. Thời kỳ này ghi dấu sự phát triển mạnh mẽ của kiến trúc chùa chiền, các chùa thời này thường nằm trong một quần thể kiến trúc tại nơi có phong cảnh thiên nhiên tươi đẹp và có sự liên hệ với cộng đồng dân cư, gần làng sát nước. Âm nhạc thời kỳ này chịu ảnh hưởng ít nhiều từ Chiêm Thành, sự ảnh hưởng của âm nhạc Trung Hoa cũng bắt đầu du nhập vào Đại Việt.

#### Thời Trần
Nghệ thuật Việt Nam thời Trần phản ánh chủ yếu qua điêu khắc và âm nhạc. Điêu khắc được đánh giá khoáng đạt, khỏe khoắn hơn thời Lý thể hiện tinh thần thượng võ được phát huy qua các cuộc chiến. Âm nhạc thời kỳ này chịu ảnh hưởng từ Chiêm Thành, Ấn Độ và Trung Hoa, qua các nhạc công Chiêm Thành, Nguyên Mông bị bắt được trong các cuộc chiến.

#### Thời Lê sơ
Nghệ thuật Việt Nam thời Lê sơ phản ánh chủ yếu qua kiến trúc, điêu khắc và âm nhạc. Thời kỳ này đánh dấu sự ra đời của nền âm nhạc cung đình Việt Nam, và cũng kể từ đây âm nhạc dân gian bị loại bỏ hoàn toàn ra khỏi cung đình, loại nhạc này bị triều đình coi là "dâm nhạc".

#### Thời Mạc
Nghệ thuật Việt Nam thời Mạc phản ánh chủ yếu qua kiến trúc và điêu khắc. Thời kỳ này đánh dấu việc đình làng, kiến trúc Việt Nam mang nhiều nét bản địa nhất, bắt đầu có tư cách là trung tâm hành chính, sinh hoạt cộng đồng làng xã, nơi mà trước đây chỉ được dùng để nghỉ ngơi. Nghệ thuật thời kỳ này được đánh giá là vươn mạnh tới sự tả thực gần gũi nhân tính.

#### Thời Lê trung hưng
Nghệ thuật Việt Nam thời Lê trung hưng phản ánh chủ yếu qua kiến trúc, điêu khắc, âm nhạc, hội họa. Trong âm nhạc, âm nhạc dân gian nở rộ trong quần chúng, trở thành một hình thức sinh hoạt văn hóa đặc sắc, nhiều địa phương đã hình thành các đội hát chèo, làng hát chèo được lưu truyền đến ngày nay. Thời kỳ này, kiến trúc cung đình không có nhiều chuyển biến, nhưng trong dân gian đây được coi là thời kỳ đỉnh cao của nghệ thuật điêu khắc đình làng. Hội họa thời kỳ này khá phát triển, đặc biệt là tranh Đông Hồ, tranh Hàng Trống, tranh Kim Hoàng mang nhiều sắc thái dân tộc.

## Theo loại hình

### Âm nhạc
Âm nhạc cổ truyền Việt Nam cũng có truyền thống lâu đời, bắt đầu với chầu văn, quan họ, ca trù, hát ví, dân ca, vọng cổ, nhạc cung đình,... của người Việt và bên cạnh đó là âm nhạc dân gian của các dân tộc khác như hát lượn của người Tày, hát Sli của người Nùng, hát Khan của người Ê Đê, hát dù kê của người Khmer... Cùng với các môn nghệ thuật hiện đại khác, nền âm nhạc hiện đại Việt Nam từ những năm 1930 được hình thành và phát triển đến ngày nay được gọi là tân nhạc Việt Nam với các dòng nhạc tiền chiến, nhạc đỏ, tình khúc 1954-1975, nhạc vàng, nhạc hải ngoại và nhạc trẻ. Vào tháng 9 năm 2009, ba trong số hình thức âm nhạc cổ truyền Việt Nam là quan họ, ca trù, nhã nhạc cung đình Huế và Không gian văn hóa Cồng Chiêng Tây Nguyên (bao gồm cả âm nhạc Cồng Chiêng) được UNESCO vinh danh là di sản văn hóa phi vật thể của nhân loại.

### Điện ảnh
Điện ảnh là môn nghệ thuật xuất hiện muộn nhất tại Việt Nam, trải qua nhiều giai đoạn. Ban đầu là những thể loại phim do người Pháp thực hiện từ những năm 1920. Tới thập niên 1930, cùng với sự ra đời của các môn âm nhạc, mỹ thuật hiện đại, điện ảnh cũng bắt đầu được người Việt Nam thực hiện. Tiếp đó sau sự chia cắt đất nước, điện ảnh Việt Nam tại hai miền đều có những hướng phát triển riêng cùng với những ảnh hưởng từ bên ngoài là hai nền điện ảnh miền Bắc và điện ảnh miền Nam. Sau những năm 1975 nền điện ảnh Việt Nam do nhà nước thực hiện. Tới giai đoạn Đổi Mới, từ những năm 1986 sự tham gia của tư nhân vào lĩnh vực điện ảnh đã tạo ra dòng phim mỳ ăn liền, dòng phim này thịnh hành trong những năm đầu của thập niêm 1990 và tự kết thúc vai trò của mình từ những năm 1995 nhường chỗ cho dòng phim đương đại Việt Nam.

### Kiến trúc

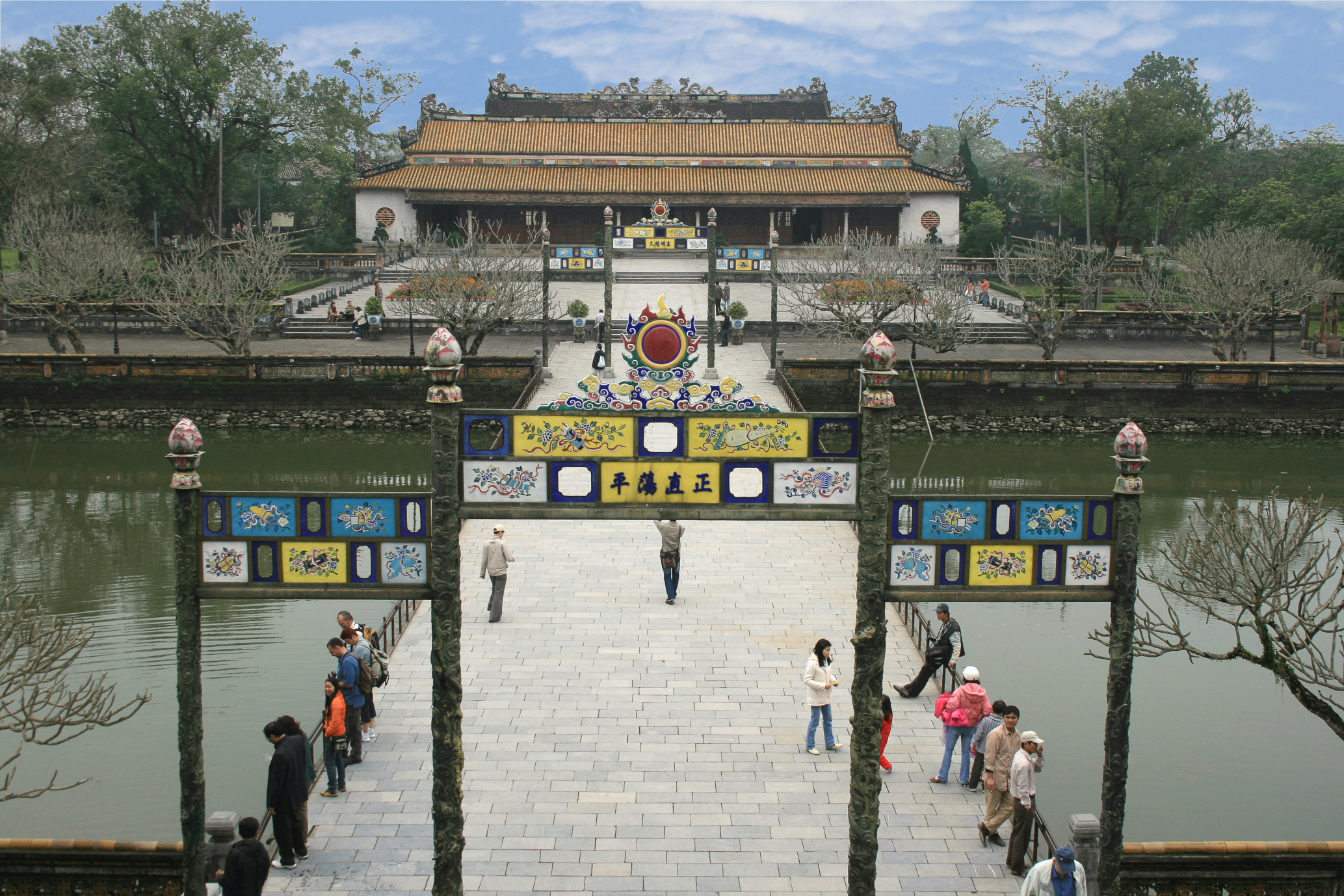
Điện Thái Hòa tại Cố đô Huế

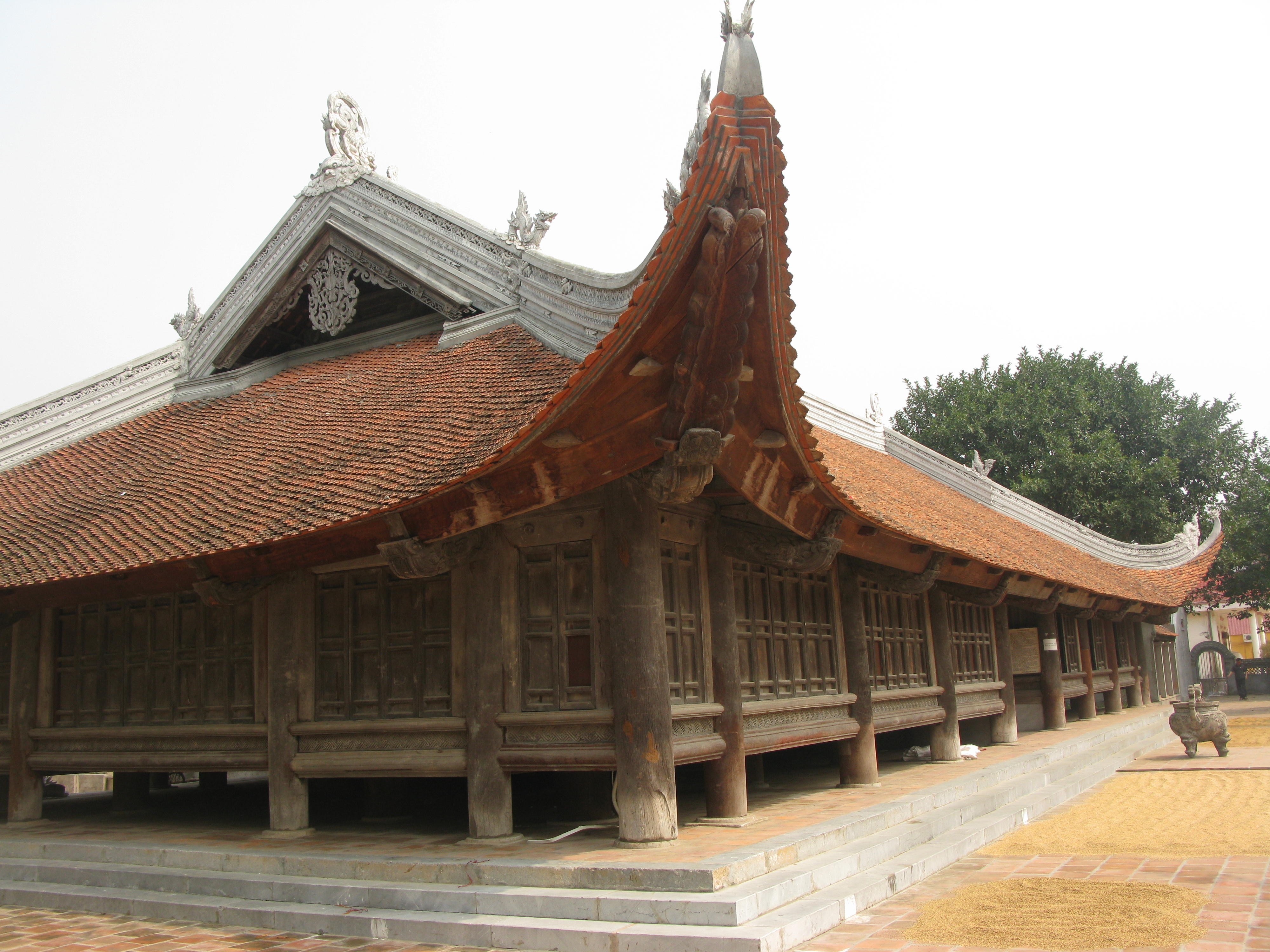
Đình Đình Bảng, Bắc Ninh

Bắt đầu sớm nhất là kiến trúc bản địa với những hoạ tiết về nhà cửa trên mặt trống đồng Đông Sơn vào khoảng thế kỷ 7 trước công nguyên, trải qua thời Bắc thuộc kiến trúc Việt Nam chịu nhiều ảnh hưởng của nền kiến trúc Trung Hoa, từ thế kỷ 10 khi giành được độc lập kiến trúc Việt Nam là sự kết hợp giữa kiến trúc bản địa cùng với những ảnh hưởng từ Trung Quốc. Các công trình của Việt Nam quy mô thường không lớn, nhưng thường là sự kết hợp hài hoà giữa công trình chính và cảnh quan xung quanh, đặc biệt là sử dụng hồ, ao, sông ngòi để điều tiết khí hậu và tạo cảnh quan. Từ cuối thế kỷ 19, với việc đô hộ của thực dân Pháp, kiến trúc Việt Nam bắt đầu áp dụng rộng rãi các khuôn mẫu và thủ pháp kiến trúc, xây dựng của phương Tây, nhiều công trình còn tồn tại đến ngày nay ở các đô thị, đặc biệt là tại Hà Nội đã để lại một sắc thái kiến trúc đẹp và độc đáo

### Mỹ thuật

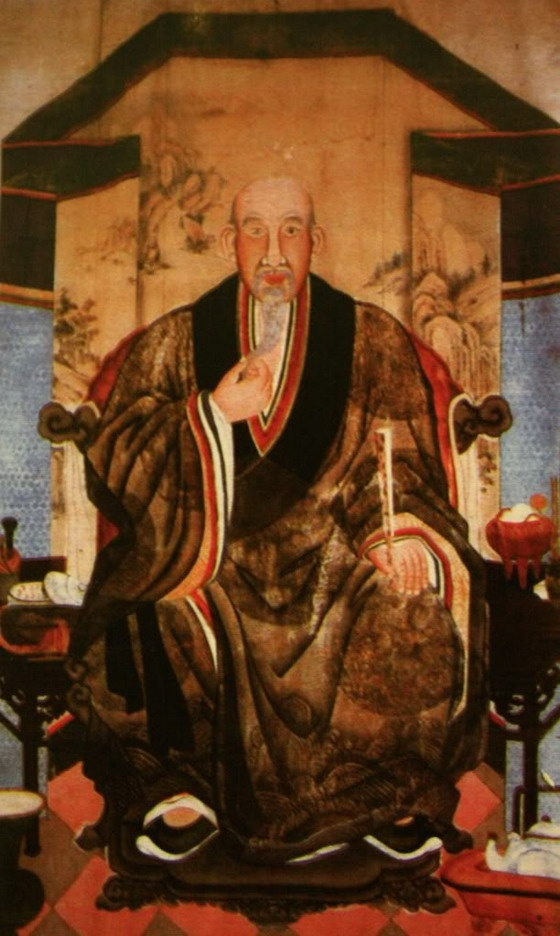
Tranh chân dung Trịnh Đình Kiên (1715 - 1786), vẽ trên lụa, hiện trưng bày tại Bảo tàng Mỹ thuật Việt Nam.

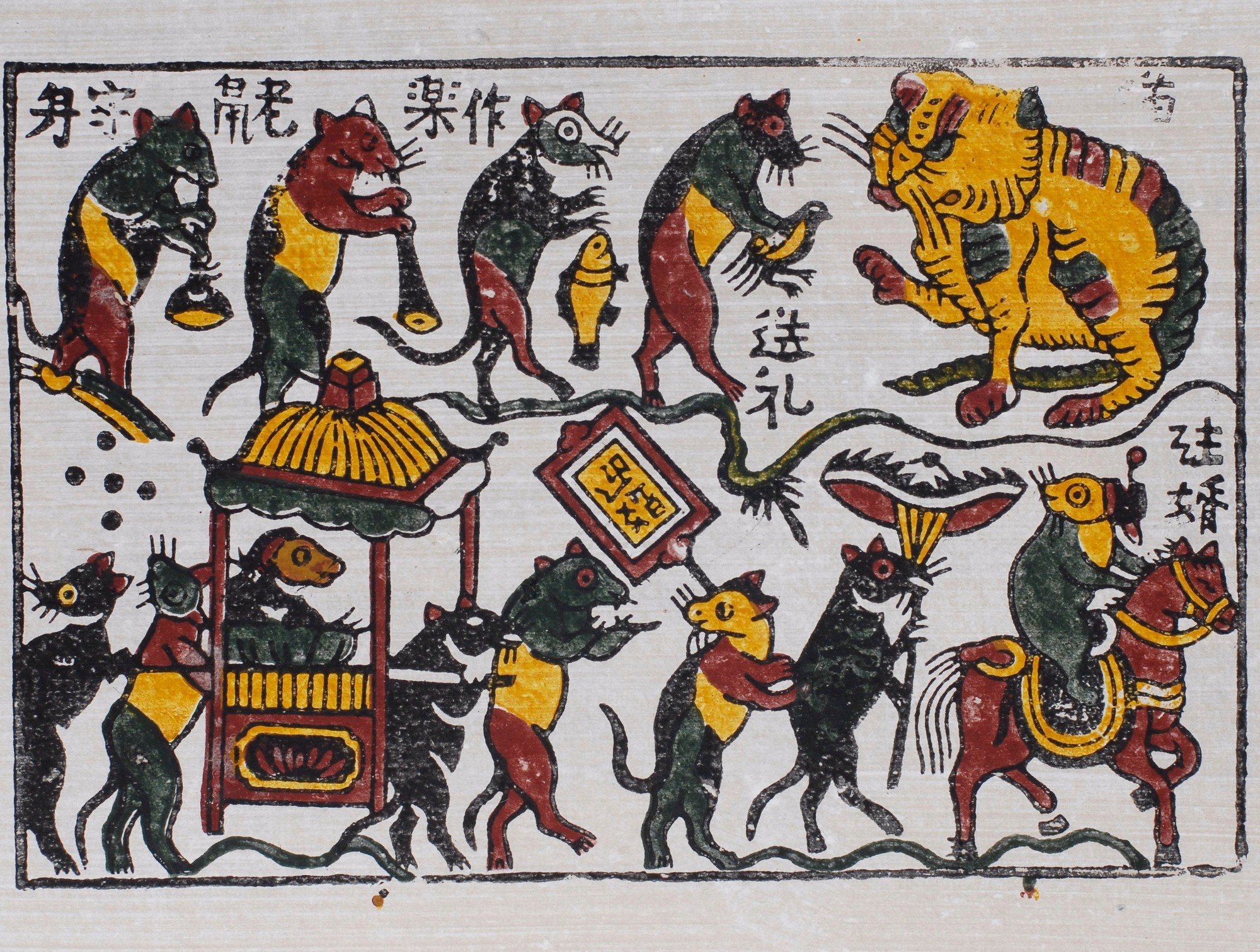
Đám cưới Chuột thuộc dòng tranh dân gian Đông Hồ của người Việt

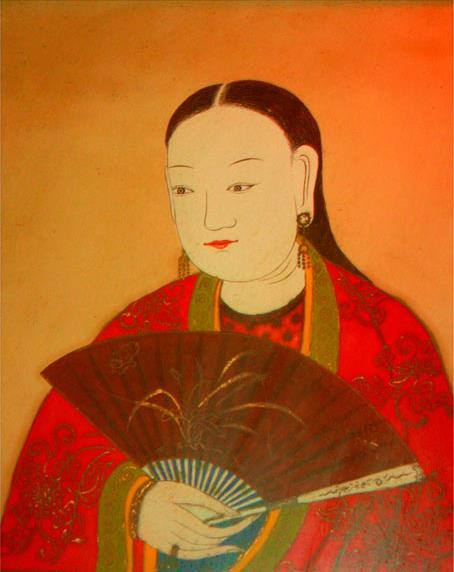
Họa phẩm "Sĩ nữ đồ" 仕女圖 thời Lê trung hưng (khoảng thế kỷ 18)

Nền mỹ thuật bắt đầu với điêu khắc bản địa được thể hiện trên mặt trống đồng Đông Sơn của cư dân Lạc Việt, trải qua các thời kỳ cùng với những ảnh hưởng từ bên ngoài đã tạo ra nền điêu khắc Việt Nam phát triển rực rỡ vào các thời Lý, Trần, Lê qua các công trình tôn giáo và cung điện, dinh thự các vương triều. Bên cạnh các công trình kiến trúc và điêu khắc của người Việt thì nền điêu khắc kiến trúc Việt Nam được bổ sung các kỹ thuật tinh xảo trong việc xây dựng các công trình tôn giáo tín ngưỡng của người Chăm và người Khmer Nam Bộ.
Hội họa xuất hiện muộn hơn với tranh lụa, tranh truyền thần, tranh thờ, tranh chân dung, tranh sơn mài, tranh khắc gỗ, hội họa cung đình và dòng tranh dân gian Việt Nam gồm tranh Tết, tranh Đông Hồ, tranh Hàng Trống. Đề tài tranh dân gian thường giản dị và gần gũi với đời sống dân dã, mỗi bức tranh đều có ý nghĩa tượng trưng và đều được cách điệu hoá. Cùng với các môn nghệ thuật hiện đại khác, mỹ thuật hiện đại Việt Nam cũng có những bước tiến dài từ đầu thế kỷ 20 với ảnh hưởng của nghệ thuật phương Tây thời Pháp thuộc, với các trường phái lãng mạn, hiện thực, ấn tượng, trừu tượng, siêu thực,...mặc dù chịu nhiều ảnh hưởng của phương Tây nhưng khuynh hướng mỹ thuật hiện đại của Việt Nam vẫn gắn liền với lịch sử đất nước.

### Sân khấu

Diễn viên tuồng đầu thế kỷ XX

Sự ra đời và phát triển của sân khấu cổ truyền Việt Nam gắn liền với đời sống nông nghiệp, múa rối nước là nghệ thuật dân gian của người nông dân làm ruộng nước ở vùng đồng bằng Bắc Bộ, thường được biểu diễn trong dịp hội hè, những lúc nông nhàn, múa rối nước là một nghệ thuật tổng hoà giữa các nghệ thuật điêu khắc, sơn mài, âm nhạc, hội họa và văn học. Cùng với múa rối nước là các môn nghệ thuật chèo, tuồng, cải lương góp phần làm phong phú nền sân khấu cổ truyền Việt Nam. Từ đầu thế kỷ 20, cùng với những ảnh hưởng của sân khấu phương Tây, nghệ thuật sân khấu hiện đại Việt Nam được bổ sung thêm các môn nghệ thuật kịch, hài kịch, xiếc, ảo thuật, múa, ballet, opera,...

### Văn học

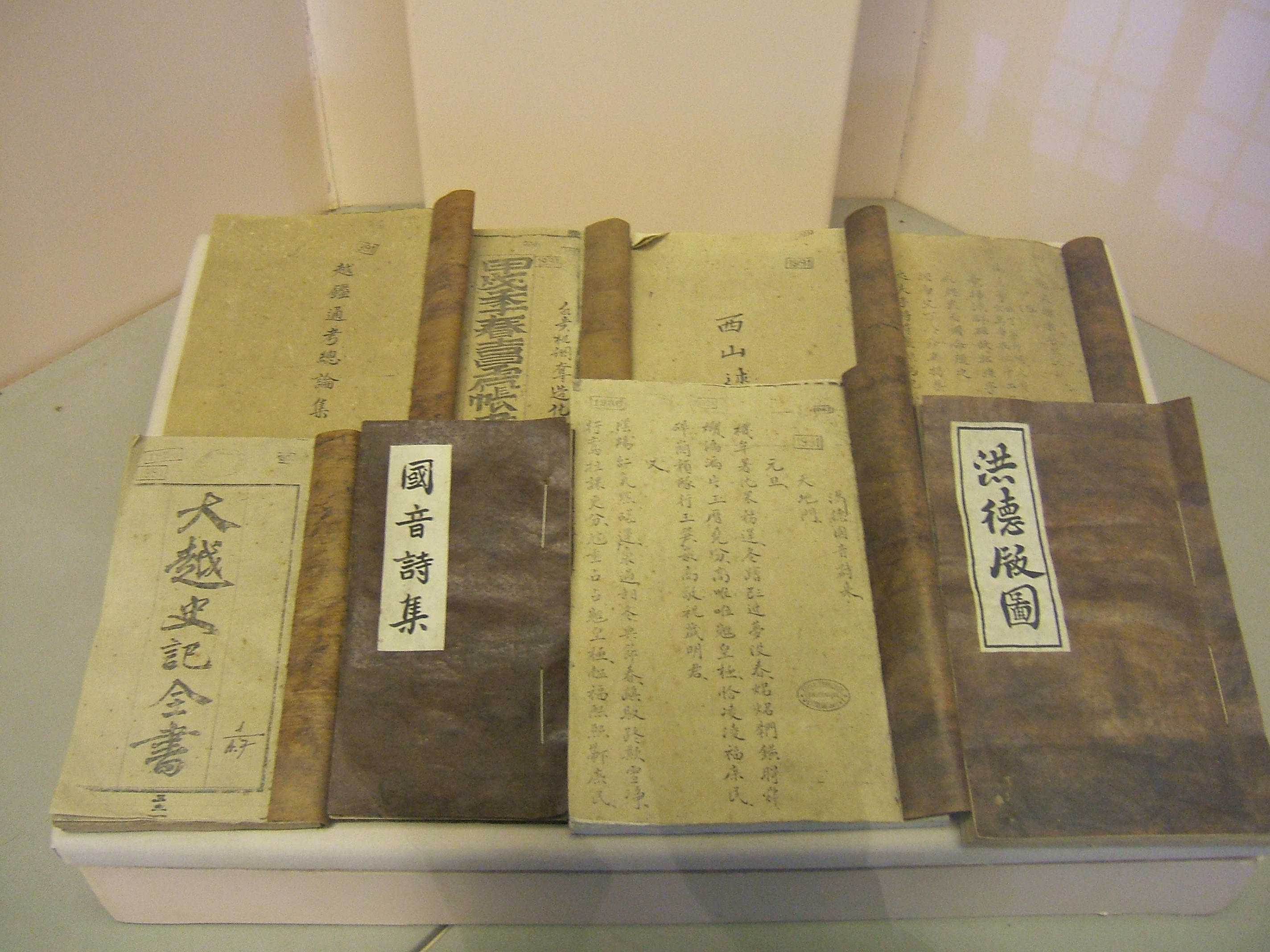
Một số tác phẩm văn học trung đại Việt Nam: Đại Việt sử ký toàn thư, Quốc âm thi tập, Hồng Đức bản đồ (từ trái sang phải):

Cũng như nền văn học của các nước khác trên thế giới, văn học Việt Nam bao gồm hai bộ phận đó là văn học dân gian và văn học viết. Văn học dân gian là văn học truyền miệng của người dân và văn học viết gồm có văn học chữ Hán, văn học chữ Nôm và văn học chữ Quốc ngữ.
Kho tàng văn học dân gian của Việt Nam rất phong phú và đa dạng, để giữ gìn những truyền thống quý báu của dân tộc, để bảo tồn những kinh nghiệm sống, kinh nghiệm sản xuất của các thế hệ người Việt Nam khi đại đa số người dân trong thời phong kiến không có điều kiện biết chữ Hán, một hình thức văn học dân gian truyền miệng đã ra đời và được truyền lại từ thế hệ này sang thế hệ khác tại Việt Nam. Đó là những câu chuyện thần thoại như Thần Trụ Trời của người Việt, Đi san mặt Đất của người Lô Lô,...những sử thi như Đam San của người Ê-đê, Đẻ đất đẻ nước của người Mường,... những truyền thuyết như Sơn Tinh Thủy Tinh, Thánh Gióng của người Việt, những truyện cổ tích như Thạch Sanh... và các truyện ngụ ngôn, truyện cười, tục ngữ, ca dao,... Văn học dân gian thường ca ngợi tài năng và lòng dũng cảm của con người trước thiên nhiên khắc nghiệt, trước kẻ thù độc ác, ca ngợi lòng nhân hậu, độ lượng giúp đỡ nhau, ca ngợi tình yêu trai, sự tình chung thủy vợ chồng, yêu con người, yêu thiên nhiên, yêu làng xóm, quê hương. Không những thế văn học dân gian Việt Nam còn là vũ khí đấu tranh chống lại những thói hư tật xấu của con người, chống lại những bất công thối nát trong xã hội. Bằng ngôn ngữ dân gian giàu hình ảnh, bằng nghệ thuật nhạc điệu sinh động, văn học dân gian Việt Nam đã thấm sâu vào lòng người một cách tự nhiên và rất dễ dàng truyền lại cho đời sau
Trong văn học viết, với chữ Hán và chữ Nôm được sử dụng trong một thời gian dài. Các tác phẩm văn học cổ nhất còn lưu lại được sáng tác vào thế kỷ 11 và chủ yếu liên quan đến đạo Phật khi đó đang thịnh hành tại Việt Nam. Đó là những bài thơ của các vị sư giải thích về cơ sở căn bản của đạo Phật cũng như bình luận về các biến cố lịch sử hay các đề tài về ca ngợi vẻ đẹp thiên nhiên, từ thế kỷ 13 nhiều công trình về lịch sử, địa lý và địa chí bằng chữ Hán đã xuất hiện. Khi hệ thống chữ Nôm được hoàn chỉnh vào thế kỷ 13, nhiều tác phẩm văn học viết bằng chữ Nôm lần lượt xuất hiện, một trong những tác phẩm sớm nhất bằng chữ Nôm còn để lại đến hôm nay là các bài thơ của Nguyễn Trãi, các tác phẩm đồ sộ của ông bao gồm một tuyển tập hàng trăm bài thơ Nôm có tên Quốc âm thi tập ở thế kỷ 15, và kế tiếp là Chinh phụ ngâm của Đoàn Thị Điểm, các bài thơ của Hồ Xuân Hương và đặc biệt là tác phẩm Truyện Kiều của Nguyễn Du.
Từ đầu thế kỷ 20, chữ quốc ngữ được phổ biến rộng rãi, với sự phát triển của công nghệ in ấn cùng với những tiếp xúc với văn học phương Tây, văn học Việt Nam xuất hiện các thể loại văn học mới, văn xuôi chiếm vị trí quan trọng trên văn đàn cùng với thơ ngự trị trước đó. Các thay đổi trong đời sống văn học đã xuất hiện với sự ra đời của phong trào Thơ Mới vào những năm 1930, đây là một phong trào hiện đại nhằm giải phóng thơ Việt Nam ra khỏi những luật lệ gò bó của thơ Trung Quốc cổ. Trong lĩnh vực văn xuôi, các hoạt động của nhóm Tự Lực Văn Đoàn chịu ảnh hưởng từ phương Tây đã tạo ra thể loại tiểu thuyết Việt Nam hiện đại
Nền văn học Việt Nam từ thời kỳ này xuất hiện nhiều trào lưu, có những tác phẩm chịu ảnh hưởng của chủ nghĩa lãng mạn, có những tác phẩm theo chủ nghĩa hiện thực và cũng có những tác phẩm gắn liền với chính trị đó là dòng tác phẩm cách mạng.